# Прокоио (Потенца)
Прокоио (итал. Procoio) је насеље у Италији у округу Потенца, региону Базиликата.
Према процени из 2011. у насељу је живело 132 становника. Насеље се налази на надморској висини од 704 м.